# Ola Ragnarsson
Ola Ragnarsson, född 23 februari 1952, är en svensk fotbollsledare och före detta fotbollsspelare.
Under åren 1970-1975 spelade han 190 matcher och gjorde 34 mål för Kalmar FF. Efter den aktiva spelarkarriären har  från 1990 varit aktiv som ledare Kalmar FF i olika roller, bland annat ungdomstränare samt assisterande tränare respektive lagledare i föreningens a-lag.